# Superman/Shazam: Primo tuono
Superman/Shazam: Primo tuono (Superman/Shazam: First Thunder) è una miniserie a fumetti pubblicata nel 2006 negli Stati Uniti d'America dalla DC Comics incentrata sul primo incontro tra i personaggi di Superman e di Capitan Marvel.

## Trama
All'inizio della "seconda era dei grandi eroi" - secondo la definizione del Mago Shazam - dopo l'avvento di Superman, Batman e Capitan Marvel, ma prima dell'arrivo di Wonder Woman, Lanterna Verde e di Flash, Superman è a Fawcett City all'inseguimento di un gruppo di criminali che avevano già rapinato un museo a Metropolis e che usano la magia contro di lui. Al momento dell'arrivo a Fawcett City, trova Capitan Marvel che si scontra con lo stesso gruppo di criminali. Insieme i due si disfano di una coppia di mostri, dopodiché si prendono una pausa per parlare sul monte Everest dove discutono dei loro poteri e delle loro vite da supereroi. Superman dice di preferire mantenere le sue due vite completamente separate e Capitan Marvel dice di capire ma che la cosa gli sembra strana. Più tardi continuano a lavorare insieme per contrastare Lord Sabbac, che i membri della banda di ladri stava cercando di evocare, ed Eclipso.
Nel frattempo, l'arci nemico di Capitan Marvel, il dottor Thaddeus Sivana, contatta il suo rivale in affari, Lex Luthor perché lo aiuti a sbarazzarsi definitivamente di Capitan Marvel. In cambio della restituzione di alcune azioni della LexCorp comprate da Sivana attraverso dozzine di società fantasma, Luthor fornisce a Sivana un uomo chiamato Spec, una spia a noleggio metaumana che scopre che l'alter ego di Capitan Marvel non è che l'undicenne Billy Batson.
Saputo ciò, Sivana manda i suoi killer pesantemente armati nella metropolitana, dove vive Billy Batson, con l'ordine di ucciderlo. Chiamando su di sé il potere di Shazam, Capitan Marvel si sbarazza dei suoi assalitori, ma nello scontro a fuoco rimane coinvolto il migliore amico di Billy, Scott Okum; Marvel lo porta istantaneamente all'ospedale, ma i medici non riescono a salvarlo.
Quando la polizia di Fawcett City non riesce a far parlare uno dei killer arrestati, Capitan Marvel piomba al dipartimento di polizia, irrompe nella stanza degli interrogatori, e nonostante gli sforzi inutili degli agenti di polizia nel tentativo di fermarlo, assalta il sospetto e minaccia di ucciderlo (fracassandogli il cranio e portando poi il cadavere nella cella dove si trovano i suoi compagni che allora avrebbero parlato) se non gli dice subito chi è stato ad assoldarlo.
L'omicida ci ripensa e gli rivela che il mandante è il dottor Sivana. Assetato di vendetta, il Capitano si reca immediatamente all'ufficio di Sivana, distrugge la parete e lo soffoca quasi a morte, ma non lo uccide, anche se sa già che Sivana continuerà a tentare di ucciderlo.
Tornato a Metropolis, Clark Kent, dopo aver pubblicato un articolo che riportava l'incontro di Superman con Capitan Marvel, viene a conoscenza dello scatto d'ira di quest'ultimo a Fawcett City e vola sul monte Everest in cerca di risposte.
Capitan Marvel, in lacrime e pieno di rimorso racconta a Superman il motivo delle sue azioni e gli spiega che Scott Okum era il suo migliore amico. Non capendo quest'ultima affermazione, Superman ridomanda una spiegazione. A quel punto, il Capitano richiama a sé il Fulmine, che lo trasforma in Billy Batson. La reazione di Superman alla trasformazione è la domanda: «Chi ti ha fatto questo?».
Superman si confronta con il Mago Shazam e lo rimprovera di aver dato i poteri e le responsabilità di Capitan Marvel ad un ragazzo di undici anni; questo, affermando che i problemi di un ragazzo di quell'età dovrebbero essere i compiti, le risse nel cortile della scuola e le ragazzine, e non la preoccupazione di sapere che da un momento all'altro possono sparare al suo migliore amico. Secondo lui una tale responsabilità può essere affidata solo ad un adulto, mentre Billy è solo un ragazzo. Il Mago afferma che Billy è «un ragazzo... un ragazzo che potrebbe avere bisogno di una guida». A quelle parole, il volto di Superman acquista un'espressione di tristezza.
L'ultima scena si svolge nella nuova casa di Billy, un appartamento in un edificio abbandonato. Superman, nelle vesti di Clark Kent, passa a fargli una visita. All'inizio Billy lo scambia per un assistente sociale. Clark si slaccia la cravatta, apre la camicia e mostra a Billy chi è. Si siede accanto a lui e gli dice: «Il mio vero nome è Clark Kent».

## Storia editoriale
La serie è stata raccolta nel volume Superman/Shazam: First Thunder (128 pagine, DC Comics, maggio 2006, ISBN 1401209238, Titan Books, agosto 2006, ISBN 1845762967). È stata tradotta in italiano da Planeta DeAgostini in un volume di 120 pagine nel luglio 2008.